# Michael Masi
Michael Masi (* 1978 in Sydney) ist ein australischer Motorsportfunktionär. Er war bis Februar 2022 Renndirektor der Fédération Internationale de l’Automobile (FIA), Sicherheitsbeauftragter und Leiter der technischen Abteilung der Formel 1.

## Leben
Masi ist italienischer Abstammung. Er besuchte das Patrician Brothers’ College in Fairfield, einem Stadtteil von Sydney, und studierte danach Marketing an der TAFE NSW im Stadtteil Meadowbank. Während seiner Schulzeit arbeitete er ehrenamtlich für einige Supertourenwagen-Teams.
Masi begann seine Karriere im Motorsport als stellvertretender Rennleiter in der V8-Supercars-Serie und der Rallye Australien. Im Jahr 2018 wurde er von der FIA zum stellvertretenden Rennleiter in der Formel 2 und der Formel 3 ernannt. Nebenbei assistierte er an mehreren Formel-1-Rennwochenenden dem damaligen Rennleiter Charlie Whiting.
Nach Whitings plötzlichem Tod vor dem Großen Preis von Australien 2019 übernahm Masi dessen Position als Renndirektor der Formel 1. In dieser Funktion koordinierte er hauptsächlich die Logistik der Rennen, inspizierte vor jedem Grand Prix im Parc fermé die Autos, setzte die FIA-Regeln durch und bediente die Signalanlage, die jedes Formel-1-Rennen startet.
Am 17. Februar 2022 wurde bekannt, dass Masi seinen Posten als Renndirektor verloren hat.